# Stocarea geologică a dioxidului de carbon
Stocarea geologică a CO2 este un segment fundamental al tehnologiei de captare și stocare a carbonului (CSC).
Cele două opțiuni considerate ca fiind cele mai adecvate stocării pe scară largă a CO2 sunt:
1. Zăcăminte epuizate de gaze natural și petrol care sunt bine cunoscute datorită exploatării lor pentru extracția hidrocarburilor.
2. Acvifere saline adânci ce conțin apă care nu este adecvată consumului și care este chiar mai sărată decât apa de mare.

Alte opțiuni, precum stratele de cărbuni sau rocile bazaltice ce sunt investigate la ora actuală, ar putea furniza mai multe posibilități de stocare în viitor.
CO2 este injectat prin găuri de sondă la adâncimi mari în roci gazdă ce prezintă pori între granule sau fracturi, înlocuind și comprimând în acest fel fluidul deja prezent în acei pori: gaz natural, apă sau petrol. Rocile gazdă cu o bună porozitate și permeabilitate sunt adecvate ca formațiuni de stocare. Ele se găsesc de obicei în bazine de sedimentare și sunt rezultatul depunerii sedimentelor în trecutul geologic. Sedimentele impermeabile cu granulație fină din aceleași bazine formează bariere între formațiunile de stocare permeabile. Rezervoarele naturale de petrol, gaze naturale sau chiar de CO2 dovedesc abilitatea lor de a reține fluidele timp de milioane de ani.
Formațiunile, rezervoarele și rocile protectoare adânci formează structuri complexe eterogene, faliate și neuniform răspândite. Prin urmare, pentru a evalua cât de adecvate sunt structurile adânci propuse pentru stocarea pe termen lung a CO2 sunt necesare cunoașterea aprofundată a sitului și experiența geo-științifică.
Rezervoarele potențiale de stocare a CO2 trebuie să îndeplinească multe criterii, esențiale fiind următoarele:
- porozitate, permeabilitate și capacitate de stocare suficiente;
- prezența unei formațiuni protectoare acoperitoare – cum ar fi siltitele, argilele, marnele sau sarea, care să prevină migrarea în sus a CO2;
- prezența “structurilor capcană” – cum ar fi formațiunile protectoare în formă de dom – pentru a controla gradul de migrare a CO2 în cadrul formațiunii de stocare;
- adâncime mai mare de 800m, unde presiunea și temperatura sunt suficient de mari pentru a permite stocarea CO2 comprimat în stare densă, maximizând astfel cantitatea stocată;
- absența apei potabile din rezervorul de stocare.

## Exemple naționale de potențial de stocare
Un exemplu de arie ce îndeplinește criteriile de mai sus este Bazinul Permian de Sud, ce se extinde din Anglia până în Polonia. Nisipurile au fost depuse în diferite perioade din trecutul geologic. Sedimentele au fost afectate de procesele de formare a rocilor ce au lăsat o parte din spațiul poros umplut cu apă salină sau gaz natural. Intercalațiile argiloase au fost compactate sub forma unor strate impermeabile ce au împiedicat ascensiunea fluidului. Mare parte din formațiunile grezoase se află la adâncimi cuprinse între 1 și 4 km, unde presiunea este suficient de mare pentru a stoca CO2 în fază densă. Conținutul în săruri în apele formațiunii crește în acest interval de adâncime de la aproximativ 100 g/l până la 400 g/l, prin urmare apa este saturată în săruri, mult mai sărată decât apa de mare. Sute de structuri s-au format în acest bazin în procesul de ridicare a domurilor determinat de mișcările sării care a condus la crearea capcanelor pentru gazele naturale. Aceste capcane constituie obiectivele pentru explorarea siturilor de stocare a CO2 și a proiectelor pilot.

## Capacitatea de stocare
Estimările capacității de stocare a CO2 sunt de obicei foarte mult aproximate și se bazează pe extinderea spațială a formațiunilor potențiale de stocare. Capacitatea de stocare poate fi estimată la diverse scări, de la scara națională pentru estimări grosiere la scări de bazin și rezervor pentru calcule din ce în ce mai precise ce iau în calcul eterogeneitatea specifică sitului și complexitatea structurilor geologice reale.
De regulă se disting mai multe nivele de capacitate de stocare:
- Capacitatea volumetrică: Estimări ale volumului poros disponibil din rocile de stocare, bazate pe distribuția, grosimea și proprietățile formațiunilor potențiale de stocare.
- Capacitatea geotehnică: De regulă estimări specifice sitului ce iau în considerare mai multe informații legate de proprietățile rezervorului și rocii protectoare, cum ar fi injectivitatea, fluidele formațiunii și strategiile de injecție. Aceste estimări necesită informații detaliate specifice sitului pentru simulările numerice ale injecției și migrării CO2 în cadrul structurilor de interes din adâncime.
- Capacitate viabilă: În final, factorii socio-economici decid dacă un sit potențial va fi folosit cu adevărat pentru stocarea CO2. Acești factori includ disponibilitatea unor surse de CO2 adecvate, costurile stocării, responsabilitatea aferentă exploatării, cadrul legislativ și acceptarea publicului.  Aceste efecte non-geotehnice asupra capacității de stocare sunt dificil de prezis și de cuantificat.

În concluzie, putem spune că în Europa capacitatea volumetrică de stocare a CO2 este mare, însă la fel sunt și incertitudinile, în special în privința acviferelor saline adânci. Acviferele ar putea oferi capacitate de stocare pentru instalații mari pentru mai multe decade. Reevaluarea și cartarea capacităților de stocare în Europa este subiectul unei cercetări în derulare în statele membre individuale și în întreaga Europă în ansamblu prin proiectul CO2STOP. 